# غيشه غوتفريد
غيشه غوتفريد (بالألمانية: Gesche Gottfried) (و. 1785 – 1831 م) هي قاتلة متسلسلة ألمانية، ولدت في بريمن، توفيت في ولاية بريمن، عن عمر يناهز 46 عاماً، بسبب قطع الرأس. كانت جرائم جوتفريد مصدر إلهام للعديد من الأعمال الفنية والأدبية. أحد هذه الأعمال هو كتاب فني صدر عام 2016 من تأليف سارة بودمان بعنوان GIFT: I Made This For You 